# Katharina Middendorf
Katharina Middendorf (geboren am 17. Januar 1978 in Düsseldorf, als Katharina Werner) ist eine deutsche Yogalehrerin und Buchautorin.

## Leben und Wirken
Nach dem Abitur am Ratsgymnasium Münster studierte Katharina Middendorf zunächst in Siena. Ihr Studium der Gesellschafts- und Wirtschaftskommunikation an der Universität der Künste Berlin schloss sie als Diplom-Kommunikationswirtin ab. Middendorf ist Autorin zahlreicher Bücher zu den Themen Yoga, Partnerschaft und Lebenshilfe. Sie lebt mit ihrer Familie in Berlin.
2008 entwickelte Middendorf mit ihrem 2013 verstorbenen Mann Julian Middendorf die Yogamethode Nivata und bildet seitdem Yogalehrer aus und fort. Nivata ist eine Yoga-Methode, die Yoga-Lernende und -Praktizierende dazu befähigt, eigenständig die für sie passenden Yogaübungen (Sadhana) auszuführen. Die Stilrichtung von Nivata ist achtsamkeitsbasiertes Hatha Yoga verbunden mit Elementen aus der Meditation und dem Kundalini-Kriya-Yoga. Die von Middendorf entwickelten Sequenzen Sternengruß (Nivata Namaskar) und Mondgruß (Chandra Namaskar) erweitern das traditionelle Repertoire von in fließender Aneinanderreihung ausgeführten Yoga-Sequenzen (siehe Sonnengruß). 2018 eröffnete Middendorf die Yogaschule Zehlendorf in Berlin, welche sie bis 2024 leitete. Darüber hinaus arbeitet sie seit 2018 in der Kommunikationsabteilung einer Berliner Stiftung und schreibt seit 2022 für die Kolumne "Mythen der Liebe" im Tagesspiegel.

## Werke
- Sunnymoon-Yoga. Mit Sonnen- und Mondgruß zu innerer Balance. Gräfe und Unzer Verlag, München 2014, ISBN 978-3-8338-3499-8.
- 180 Grad. Von Null auf Hundert in ein neues Leben. Kindle Edition, Amazon Media EU S.à r.l., 2013.
- Sturm, Ralf: Götter-Yoga. Körper und Geist stärken mit der himmlischen Kraft der indischen Götter. Gräfe und Unzer Verlag, München 2014, ISBN 978-3-8338-4126-2.
- Sturm, Ralf: Bereit für die Liebe. Wenn Du denkst es ist vorbei, fängt es eigentlich erst an. J. Kamphausen Mediengruppe, Bielefeld 2016, ISBN 978-3-95883-068-4.
- Das kleine Chakren-Handbuch. Gräfe und Unzer Verlag, München 2017, ISBN 978-3-8338-5983-0.
- 360 Grad. Über die Liebe, den Tod und den Mut zum Weitermachen. J. Kamphausen Mediengruppe, Bielefeld 2017, ISBN 978-3-95883-063-9.
- Sturm, Ralf: Happy End im Kopfkino. Gräfe und Unzer Verlag, München 2018, ISBN 978-3-8338-6414-8.
- Female Yoga. Droemer & Knaur, München 2019, ISBN 978-3-426-67565-6.
- Gelassen leben. Achtsamkeit lernen und Stress reduzieren. Stiftung Warentest, Berlin 2022, ISBN 978-3-7471-0451-4.